# Suzuki Cervo
Der Suzuki Cervo ist ein Kei-Car (ein Kleinstwagen) des japanischen Fahrzeugherstellers Suzuki Motor Corporation. Ursprünglich wurde der Cervo als Coupé produziert und war das Nachfolgemodell des Suzuki Fronte Coupé.
Seit 1990 ist der Cervo aber ein Kleinstwagen in Schrägheck-Bauweise, der vom Suzuki Alto abgeleitet wird. Der Name „Cervo“ stammt aus dem italienischen Wort für Hirsch. Nachdem Suzuki 2010 die Produktion des Cervo HG eingestellt hatte, wurde kein Nachfolgemodell eingeführt. 2014 wurde die Produktion des Cervo HG in Indien wiederaufgenommen vom Suzuki Tochterunternehmen Maruti Suzuki. Dort dient er als Einstiegsmodell und Ersatz für den Maruti 800.

## Cervo SS20 1977–1982
Suzuki war der erste japanische Hersteller, der mit dem Suzuki Suzulight 1955 ein Kei-Car anbot. Eine interessante Abweichung von anderen Kei-Cars war das 1971 eingeführte Suzuki Fronte Coupé. Dieser von Giorgetto Giugiaro entworfene 2+2- oder 2-Sitzer hatte nur eine Länge von 2995 mm und verwendete nur einen 359-cm³-Zweitaktmotor mit 31, 34 oder 37 PS (35 in späteren Modellen), je nach Ausstattung. Das Fronte Coupé wurde im Juni 1976 eingestellt, da es nicht mehr den neuen Kei-Car Sicherheits- und strengeren Abgasvorschriften entsprach.
Nach einer Pause von mehr als einem Jahr brachte Suzuki mit dem neuen Cervo im Oktober 1977 ein Nachfolgemodell. Der Cervo SS20 war vor allem für den Inlandsmarkt konzipiert, wurde aber auch nach Chile exportiert. Das Chassis basierte auf dem 1976 gestarteten Suzuki Fronte. Der Cervo erhielt aber den größeren Suzuki-Motor T5A aus dem Suzuki LJ 80 der auch im Suzuki Fronte Hatch verbaut wurde. Gemäß den neuen Vorschriften war dies nun ein 539-cm³-Dreizylinder-Zweitaktmotor, wiederum als Heckmotor verbaut.
Die Karosserie basierte auf dem Fronte Coupé, jedoch mit veränderter Front und größeren Stoßfängern aufgrund der neuen Sicherheitsvorschriften. Anstelle von quadratischen Scheinwerfer erhielt der Cervo runde, zudem wurde eine vergrößerte Heckscheibe verbaut, die nun auch elektrisch beheizbar war.
Trotz des größeren 539 cm³ Hubraums leistete der Motor nur noch 28 PS im Gegensatz zur 360-cm³-Version im Vorgängermodell mit 37 PS. Der Grund lag einerseits in den strengeren Abgasvorschriften und dem gestiegenen Gewicht von 55–80 kg. Damit die Beschleunigung akzeptabel war, wurde die Charakteristik des Motors darauf hin ausgelegt, mit dem Ergebnis einer niedrigen Höchstgeschwindigkeit von 120 km/h. Dank weniger Luftwiderstand waren dies trotzdem zehn mehr als bei der Fronte Limousine mit gleichem Motor mit 111,8 km/h. Ein Test des Autos im Jahr 1977 von 0–400 m absolvierte der Cervo unter 23 Sekunden. Suzuki war sich bewusst, dass der Cervo im Gegensatz zu seinem Vorgänger nun nicht mehr als kleiner Sportwagen galt, und bewarb ihn nun gezielt für Frauen.
Das Standardmodell CX kostete 1977 608.000 Yen und die Topvariante CX-G ¥ 698.000. Der CX-G hatte Scheibenbremsen vorne während die anderen mit Trommelbremsen rundum ausgestattet waren. 1978 wurde der CX-L ins Programm aufgenommen, mit helleren Farben und Sitzstoffen, um gezielt weibliche Kunden anzusprechen. Für Chile wurde der Cervo mit dem Vierzylinder Suzuki F8A 797 cm³ ausgestattet, den es im Heimatmarkt nur als Option gab. Wegen der nur wenig spürbaren Mehrleistung, aber den deutlich höheren Steuer- und Versicherungskosten, wurde dieser im Heimatmarkt kaum bestellt. 1979 wurde diese Motorvariante eingestellt, und der Cervo für Chile erhielt den 1-Liter-F10A des Cervo SC100.

### SC100

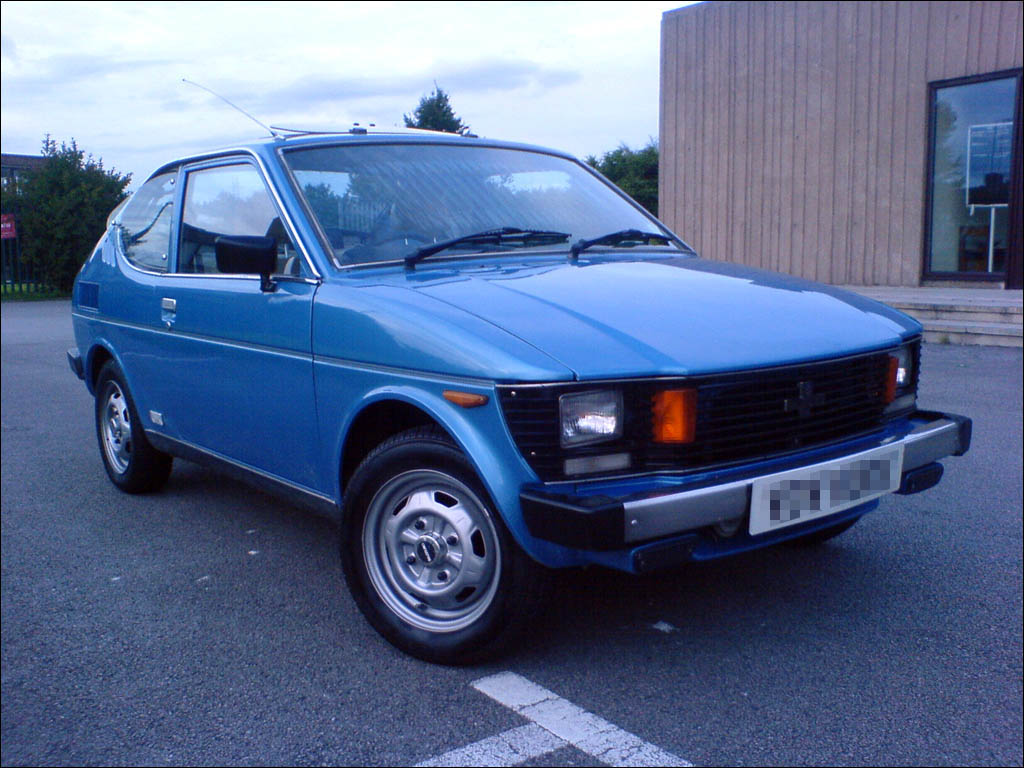
Suzuki SC100 "Whizzkid" GX in Island Blau Metallic

Im April 1978 führte Suzuki speziell für den Export den SC100 ein. Dieser wurde im Vereinigten Königreich unter dem Spitznamen Whizzkid bekannt. Der Dreizylindermotor wurde bei diesem Cervo-Modell ersetzt durch einen im Heck angebrachten Suzuki F10A 970-cm³-Vierzylinder-Benzinmotor mit 47 PS Leistung, auf einigen Märkten auch mit 49 oder 50 PS. Die Höchstgeschwindigkeit betrug 142,8 km/h in einem zeitgenössischen Test. Die Handhabung des Cervo war wie bei einem Heckmotor üblich etwas nervöser als bei einem Frontmotor. Daher wurde dem im SC100 mit nun schwererem Vierzylindermotor mit einem Gegengewicht in der vorderen Stoßstange begegnet. Die Karosserie des SC100 unterschied sich vom Cervo durch eine nicht so steile Windschutzscheibe, wodurch er andere Türrahmen und Seitenfenster erhielt. Je nach Markt waren runde oder quadratische Scheinwerfer verbaut, in den europäischen Märkten nur quadratische. Bei den quadratischen Versionen verblieben größere Lücken die mit Kunststoff-Gitter ausgefüllt wurden. Bei den europäischen Versionen wurden hier die klobigen Blinkergläser, die normalerweise unterhalb des Stoßfängers positioniert waren, eingearbeitet.
In Großbritannien war nur ein reichhaltig ausgestatteter SC100 GX im Angebot, während in anderen Exportländern auch eine Basisversion CX oder luxuriöser ausgestattete Version CX-G angeboten wurde.
Die britische GX-Ausführung mit damaliger Luxusausstattung wie Zigarettenanzünder und vorderen Liegesitzen kostete 2400 Pfund Sterling bei der Einführung 1979. Der fast zeitgleich eingeführte etwas größere Suzuki Alto hingegen kostete 3375 £. Weitere größere Exportmärkte waren die Niederlande, Hongkong, Südafrika und Neuseeland neben mehreren lateinamerikanischen Ländern.
Der relativ niedrige Preis bescherte dem SC100 eine größere Nachfrage als Suzuki anbieten konnte. Das in Europa von 1979 bis 1982 verkaufte Modell wurde vom britischen Importeur Heron Suzuki 4696-mal und von NIMAG rund 3400-mal in den Niederlanden verkauft.

#### Technische Daten Suzuki SC100 mit F10A Motor
OHC-Vierzylinder-Benzinmotor
- Hubraum 970 cm³
- 35–37 kW (47–50 PS) bei 5000/min
- 83 Nm bei 2500/min
- 4-Gang-Schaltgetriebe

## Cervo SS40 1982–1988
Im Juni 1982 wurde eine ganz neue Generation vorgestellt. Die Basis stellte der kürzlich modernisierte Suzuki Alto (im Heimatmarkt noch als Suzuki Fronte vermarktet). Nunmehr verfügte der Cervo über Frontantrieb mit quer eingebautem Viertaktmotor. Ebenfalls vom Alto/Fronte übernommen wurde der Suzuki F5A Benzinmotor Motor mit 29 PS und Viergang-Schaltgetriebe. Der Cervo war nun die sportliche Coupé Version der Alto/Fronte Schwestermodelle, jedoch höher als diese. Die Höchstgeschwindigkeit war mit 115 km/h gleich. Ein Novum in der Kei-Car Klasse war der vom Cervo abgeleitete Pick-up Suzuki Mighty Boy.

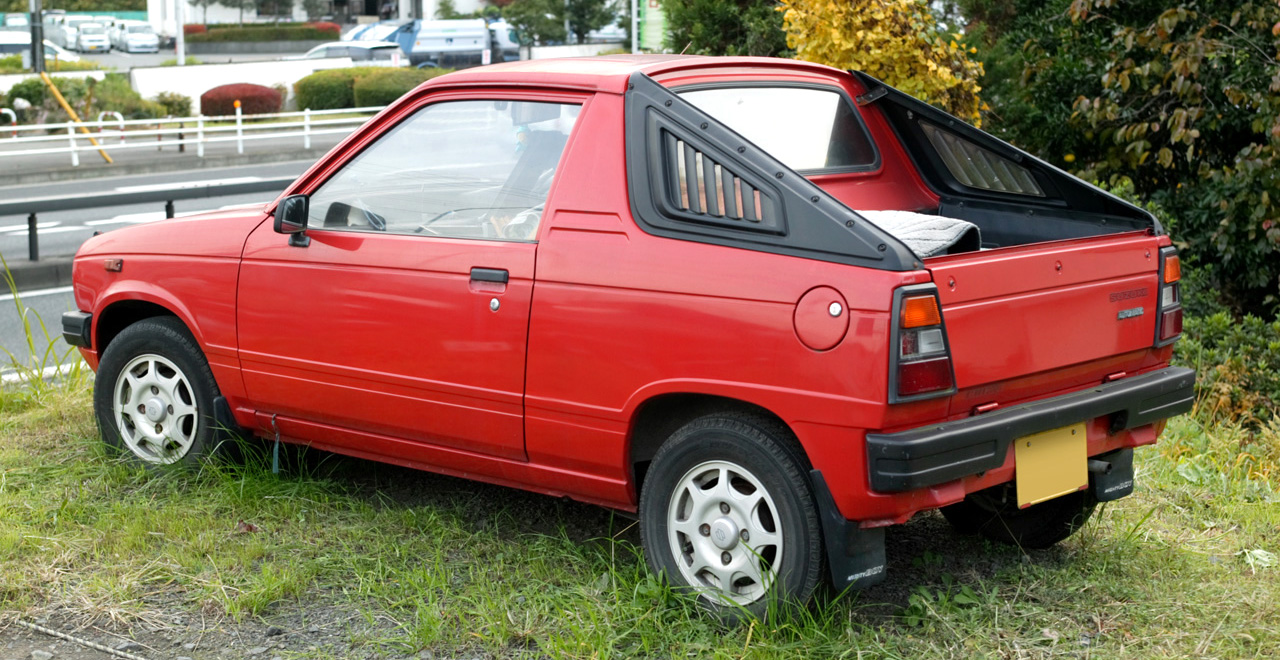
Suzuki Mighty Boy

Die neue aerodynamische Form des Cervo war nun kantiger als seine Vorgänger mit der Fließheck-Form jedoch angelehnt an den ursprünglichen Giugiaro-Entwurf. Neue Scheinwerfer erbrachten deutlich mehr Lichtausbeute als beim Cervo SS20 und eine größere Heckscheibe besseren Zugang zum natürlicherweise größeren Kofferraum. Die Rückbank konnte nun auch zu zwei Dritteln geteilt umgelegt werden, und ein Zweistufen-Automatikgetriebe war erstmals erhältlich. Dieses war nie sehr beliebt, weil es nur zwei Getriebeübersetzungen gab, mit deutlich schlechter Beschleunigung und höherem Benzinverbrauch, zusammen mit einem höheren Kaufpreis.
Suzuki positionierte den Cervo SS40 noch deutlicher als bisher als komfortables Fahrzeug denn einem Sportwagen. Den zum Einstand angebotenen Varianten CS (Viergang-Schaltgetriebe) für 580.000 ¥ und CS-Q (Automatikgetriebe) für 620.000 ¥ folgte wenige Monate später die gehobenere CS-L (5-Gang-Schaltgetriebe) und CS-QL (Automatikgetriebe) zu einem Einstiegspreis von 687.000 ¥. Diese verfügte unter anderem über ein Radio, Scheibenwischerintervallschaltung und ein Schiebedach.
Im Mai 1983 weniger als ein Jahr nach der Einführung erhielt der Cervo ein leichtes Facelift. Neben kleineren Änderungen aufgrund neuer Vorschriften bei der Positionierung der Außenspiegel und der Bohrungen auf den Kotflügeln, waren die mechanischen Veränderungen mit einer veränderten Nockenwelle, geändertem Verdichtungsverhältnis auf 9,7:1 (bisher 9,5) sowie Einführung eines Katalysator umfangreicher. Zudem wurde der Motor nun mit einer Startautomatik ausgestattet. Neu war auch eine CS-G als Sport Version mit Fünfgang-Schaltgetriebe, Drehzahlmesser, 12-Zoll- statt 10-Zoll-Rädern und Scheibenbremsen vorne für 730.000 ¥.
Eine noch sportlichere Version erschien im November 1983 mit den CT- und CT-G Turbo-Versionen. Der F5A erhielt hierfür einen Turbolader und war Suzukis erster aufgeladener Motor. Die Leistung betrug 40 PS. Er verfügte über einen elektronischen Vergaser und eine niedrigere Kompressionsrate von 8,6:1. Fünfgang-Schaltgetriebe und Scheibenbremsen vorne waren Standard. Die CT wog 560, und die Preise waren 748.000 ¥ und 898.000 ¥ jeweils. Ein zweifarbiges rot-schwarzes Interieur sorgte für sportliche Optik des Turbo, beim CT-G war auch ein Drehzahlmesser neben Sportsitzen serienmäßig verbaut. Die Höchstgeschwindigkeit betrug 135 km/h.
Im Januar 1985 erhielt der Cervo ein weiteres leichtes Facelift mit neuen bequemeren Sitzen und einem neuen Kühlergrill. Neue Stoffbezüge zogen ein, und der CT-G erhielt ein halb bespanntes Lederlenkrad und Lederschaltknauf. Die Seitenspiegel wurden nun in der Ecke zwischen Tür und A-Säule anstatt an der Tür selbst befestigt. Der CT-G wurde nun mit in Wagenfarbe lackierten Stoßfängern und Außenspiegeln ausgestattet, optional bei den anderen Versionen. Ein neuer Vergaser steigerte die Leistung beim Grundmodell auf 31 PS, und die Höchstgeschwindigkeit stieg um fünf auf 120 km/h.
Mitte der 1980er Jahre begann der Kei-Car Absatz in Japan insgesamt zu schrumpfen, weswegen auch der Cervo Marktanteile verlor und die Verkaufszahlen fielen. Im Februar 1987 erhielt der Cervo daher ein neuerliche Überarbeitung, welche zumeist jedoch aus einer Reduktion des Modellangebots zur billigeren Produktion bestand. Das Turbomodell wurde eingestellt, und nur noch zwei Modelle waren im Angebot: Die sportliche Version CS-G mit Fünfgang-Schaltgetriebe oder das Basismodell CS-D entweder mit Viergang-Schaltgetriebe oder dem Automatikgetriebe. Alle Modelle hatten nun Scheibenbremsen vorn und eine Klimaanlage.
Kurz nach Vorstellung des neuen Cervo im Januar 1988 wurde der Cervo SS40 eingestellt. Wegen der schlechteren Verkaufszahlen erhielt der Cervo SS40 nie so viele technische Verbesserungen wie seine Schwestermodelle Alto/Fonte. Historisch in der Suzuki-Geschichte bleibt jedoch die Einführung des Turbomotors mit Kraftstoffeinspritzung und mehr Leistung bei niedrigerem Verbrauch, welcher später im Alto/Forte übernommen wurde. Jedoch gab es ihn seltsamerweise dort mit mehr Leistung als im eigentlichen Sportmodell Cervo mit 40 PS. In den 1990er Jahren gingen daher viele Cervo SS40-Besitzer dazu über, Turbomotoren von späteren Altos einzubauen.

## Cervo CG72V/CH72V 1988–1990
Am 22. Januar 1988 wurde der Cervo CG72V/CH72V vorgestellt. Die ab Februar 1988 produzierte neue Generation war auf mehr Ladevolumen ausgelegt mit einem gedrungenen, kastenförmigen hinteren Ende. Dadurch entstand ein bizarres Aussehen in Kombination mit der Front und Türen des Suzuki Alto/Fronte CB71. Die C-Säule war sehr breit, der vordere Teil des Daches aus Glas und ein kleiner umlaufender Heckspoiler sowie ein Heckspoiler an der Spitze der Heckklappe. Ein Spitzname in Japan war Hohlziegel, während andere es als Komachi Yokocho 横 丁 小 町 japanisch für Seitengassen Schönheit bezeichneten – anspielend auf die anhaltende Beliebtheit des Cervo bei stilvollen jungen Frauen. Der Innenraum war nicht weniger ungewöhnlich mit einem großen grau und leuchtend gelben Diagonalmuster auf den Sitzen und weißem Instrumententräger. Es gab zahlreiche Ablagefächer, vor allem in den dicken C-Säulen sowie eine große zentrale Konsole. Serienmäßig war ein hochwertiges Mitsubishi-DIATONE-Soundsystem verbaut.
Aus dem Alto/Fronte wiederum stammte der Suzuki F5B SOHC 12-Ventil-Dreizylinder-Benzinmotor mit 40 PS Leistung und maximal 7.500/min mit 547 cm³. Drei gut ausgestattete Modelle waren erhältlich:
- CGXF Frontantrieb 5-Gang Schaltgetriebe ¥ 698,000 (CG72V)
- CGXL Frontantrieb 3 Stufen Automatikgetriebe ¥ 750,000 (CG72V)
- CGXJ Allradantrieb 5-Gang Schaltgetriebe ¥ 770,000 (CH72V)

Im März 1988 wurden drei Modelle mit der weltweit ersten elektrischen Servolenkung (CGPF / CGPL / CGPJ) zu einem Aufpreis von 150.000 ¥ hinzugefügt. Die japanische Schauspielerin und Pop-Idol Yuka Onishi (大西 结 花) wurde die Hauptdarstellerin einer großen Werbekampagne und ein ausschließlich weibliches Motorrad-Rennsport-Team (Team Angela) fuhr einen Cervo Turbo bei der Rallye Safari. Der Erfolg der Baureihe blieb dennoch niedrig denn die neuen Rivalen Daihatsu Leeza und Mazda Carol verkauften sich viel besser. Zusätzlich entfielen bestimmte Steuererleichterungen für kleine Nutzfahrzeuge, als das die Baureihe in abgespeckten Versionen auch angeboten wurde. Dadurch erlangte der Cervo CG72V/CH72V nur einen geringen Marktanteil und Verkäufe. Für 1990 waren neue Vorschriften für Kei-Cars vorgesehen, größere Maße und Motor bis 660 cm³, und Suzuki entschied sich daher lieber, ein neues Modell zu entwickeln, statt Geld in ein schwer verkäufliches Fahrzeug zu stecken. Daher endete die Produktion dieser Modellgeneration bereits im Mai 1990 nach etwas mehr als zwei Jahren.

## Cervo Mode 1990–1998
Um die zahlreichen weiblichen Kunden der Cervo-Baureihe nicht zu verlieren, wurde eine neue Generation im Juli 1990 eingeführt. Nun aber brachten die neuen Kei-Car Vorschriften einen um 110 cm² größeren Motor und eine 100 mm längere Karosserie. Jedoch war die neue Baureihe kein Coupé oder bauähnliches Zwei-Box-Design Modell mehr, sondern ein zunächst dreitüriges Schrägheck. Eigentlich war der Cervo nun der Ersatz des Suzuki Fronte, welcher im Heimatmarkt als hochwertiger ausgestattetes baugleiches Modell des Suzuki Alto vermarktet wurde. Der Cervo Mode entsprach auch dem in Europa verkauften zeitgenössischen Suzuki Alto und wurde vom Tochterunternehmen Maruti Suzuki als Maruti Zen vermarktet. Entsprechend der gewünschten Klientel wurde er intensiv mit Frauen beworben. Zunächst war der Cervo Modus nur mit aufgeladenen 660-cm³-Benzinmotoren mit Drei- oder Vierzylindern angeboten.
Im November 1990 folgte eine Fünftürer-Version zusammen mit kleineren Motoren. Die Cervo war ein bisschen sportlicher als es auf den ersten Blick erschien. Die sportlichste Version SR-Four war das erste Kei-Car mit einem Vierzylinder-16-Ventil-DOHC-Turbo-Intercooler Motor und besaß serienmäßig Allradantrieb. Optional war erstmals Antiblockiersystem erhältlich.
Im November 1990 wurde der Suzuki F6A EPI 52/55-PS-Dreizylinder-Vierventil-Motor eingeführt. Neben dem serienmäßigen 5-Gang-Schaltgetriebe optional auch mit 3-Stufen-Automatikgetriebe und optional auch mit Allradantrieb. Im September 1991 wurde die Baureihe überarbeitet und erhielt Seitenaufprallschutz und eine dritte Bremsleuchte. Der SR-Four hatte nun Scheibenbremsen rundum.
Ein weiteres Facelift erfolgte im Oktober 1995 mit der Einführung einer Zweizylinder-Version mit 42 PS Leistung. Gleichzeitig verlor der DOHC-Vierzylinder-Turbomotor zwei Ventile pro Zylinder, erhielt aber einen Ladeluftkühler, wodurch die Leistung gleich bei 64 PS blieb.
Im Mai 1997 wurden die Turbo-Versionen eingestellt zugunsten des auf dem Cervo Mode basierenden Suzuki Wagon R+. Neue Vorschriften für 1998 brachten schließlich das Produktionsende des Cervo Mode im Oktober 1998.

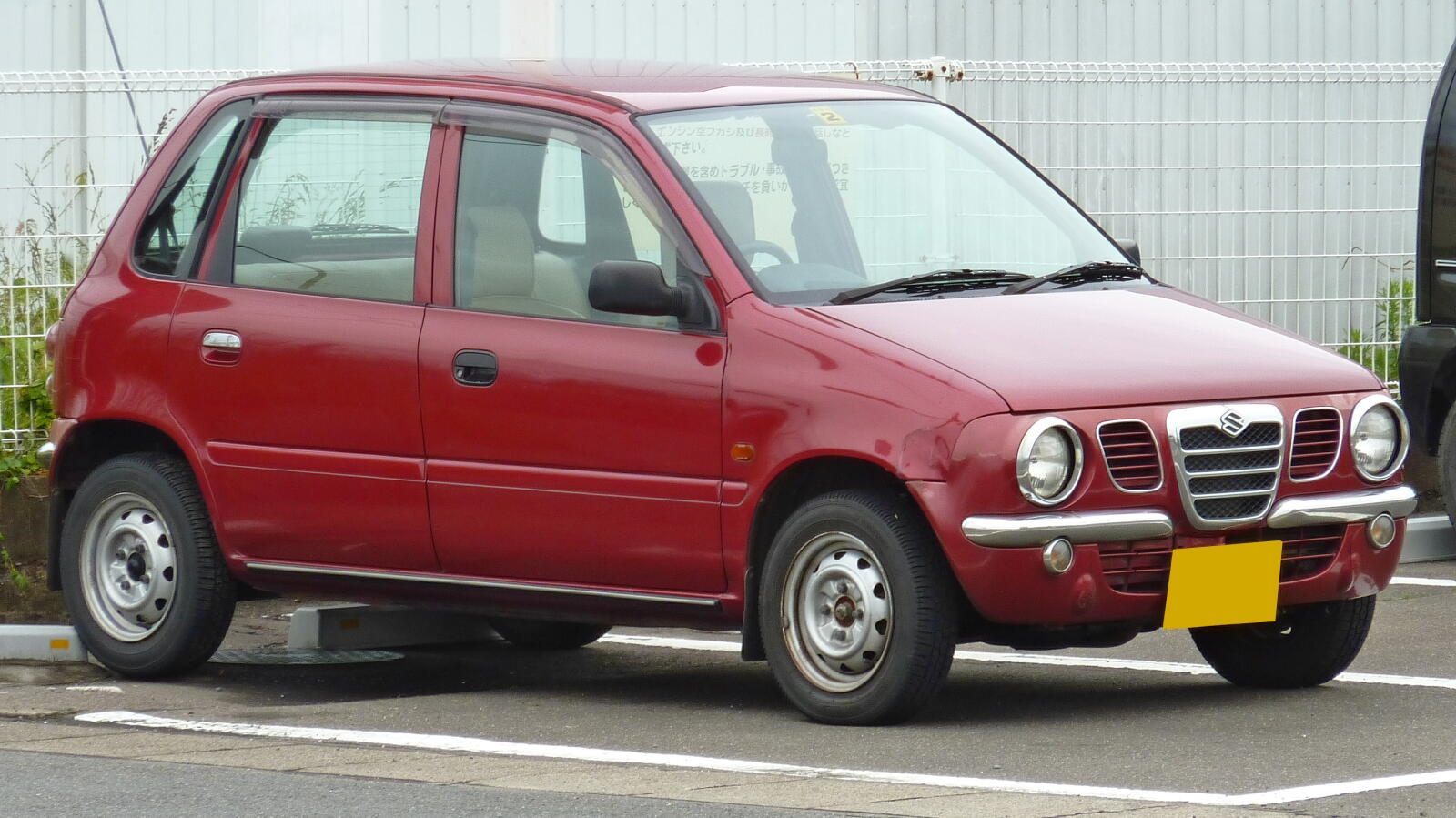
Suzuki Cervo C (Classic)

### Cervo C (Classic)
Im August 1996 startete Suzuki den Cervo C (Classic) als Reaktion auf den Vivio Bistro und anderer Retro-Mobile. Der Cervo C kam als gut ausgestatteter Fünftürer mit dem 52-PS-F6A-Motor (55 PS bei Automatik+4WD). Ein hochwertiges AM/FM-Stereo-Kassettenradio war ebenso Standardausstattung wie elektrische Fensterheber, Zentralverriegelung und Holzdekor auf dem Armaturenbrett und Lenkrad. Automatikgetriebe und Allradantrieb waren optional erhältlich. Vom Cervo Mode unterschied sich der Classic durch einen Kühlergrill im Retrostil, verchromten Stoßstangen Außenspiegeln und Türgriffen. Ab Mai 1997 gab es auch einen Dreitürer trat der Formation. Die Produktion endete ebenfalls im Oktober 1998 wie der Cervo Mode. Auch in Indien wurde er als Zen Classic angeboten, jedoch dort zu einem Verkaufsflop.

## Cervo HG 2006–2010
Im November 2006 führte Suzuki wieder eine neue Cervo Generation ein. Wiederum basierte diese auf dem zeitgenössischen Suzuki Alto, jedoch deutlich luxuriöser ausgestattet. Als Motor kam der Suzuki-K6A-658-cm³-Saugmotor mit Variabler Ventilsteuerung mit 54 PS und 60 PS mit Turbo zum Einsatz. Erhältlich war nur ein Vierstufen-Automatikgetriebe mit manuellen Modus bei den Turboversionen. Die einzige Karosserieversion war ein fünftüriges Schrägheck. Zur Ausstattung gehörte unter anderem ein Keyless Go System und Bluetooth Anschluss.
Im Oktober 2007 erhielt der Cervo den japanischen Good Design Award. Im selben Jahr wurde eine SR Version eingeführt mit einem neuen 64-PS-Turbomotor mit Benzindirekteinspritzung und 7-Stufen-CVT-Getriebe. Ergänzt im Mai 2008 mit Xenonlicht. Im März 2010 stellte Suzuki die Produktion des Cervo ohne Nachfolger ein.

## Maruti Cervo
Maruti Suzuki die indische Tochtergesellschaft von Suzuki führt 2014 eine reduzierte Version des Suzuki Cervo auf dem indischen Markt ein als Konkurrenz zum Tata Nano. Mit dem Maruti Cervo ersetzt Maruti Suzuki das lange gebaute Einstiegsmodell Maruti 800.